# サリー・クイリアン・イエイツ
サリー・クイリアン・イエイツ（Sally Quillian Yates、1960年8月20日 - ）は、アメリカ合衆国の政治家、検察官。2017年1月に連邦司法長官代行を務めた。

## 経歴

### 生い立ち
1960年8月20日にジョージア州アトランタに誕生する。ジョージア大学に進学し、1982年に学士号を取得した。1986年にジョージア法科大学院を優等（Magna Cum Laude）の成績で修了し、法務博士号を取得した。

### 連邦検事
1985年から1989年までアトランタの法律事務所キング&スパルディングで勤務する。1989年に連邦検事補として司法省に入庁。1994年に詐欺・公職汚職課長、2002年に首席連邦検事補、2004年に連邦検事代行へとそれぞれ昇任する。2010年には連邦検事に昇任し、2015年までジョージア州北部地区で連邦検事を務めた。
この間のイエイツは、1996年のオリンピック公園爆破事件などに関与したエリック・ルドルフの裁判で検事を務めている。更にオバマ政権の司法長官エリック・ホルダーから指名され、司法長官諮問委員会の副議長も務めた。

### 司法副長官
2015年5月13日に連邦上院にて84対12で承認を受け、司法副長官に就任する。

### 司法長官代行
2017年1月に次期大統領のドナルド・トランプからの要請を受けて、司法長官代行の職を引き受けた。着任はトランプが大統領に就任した1月20日の正午であり、ロレッタ・リンチ司法長官の常任の後継役として連邦上院の承認を受けた。
しかし、トランプが1月27日に署名したイスラム圏7カ国出身者の入国を制限する大統領令に対し、イエイツは「合法的であるか否か確信が持てない」と発言する。その1時間後、大統領報道官ショーン・スパイサーによってイエイツの長官代行解任と、後任にバージニア州東部地区の連邦検事デイナ・ベンテイが着任することが発表された。